# Disiecta membra
Disiecta membra beziehungsweise membra disiecta (lateinisch) bedeutet „versprengte Glieder“ und ist ein feststehender Ausdruck für die Bezeichnung der aus ihrer ursprünglichen organischen Ordnung gerissenen Teile eines Ganzen. Er wird fachsprachlich besonders in der Handschriftenkunde und im Buchwesen verwendet, um die verstreute Überlieferung einzelner Bestandteile eines Codex oder Buches zu bezeichnen, ähnlich auch in der Kunstgeschichte für Bestandteile eines Kunstwerks oder Bauwerks, die sich nicht mehr in ihrem ursprünglichen Zusammenhang befinden. Darüber hinaus wird der Begriff in der Archäologie in verschiedenen Forschungskontexten verwendet.

## Begriffsherkunft
Der Ausdruck geht zurück auf eine Stelle bei Horaz (Satiren 1, 4, 62), an der es um die Frage geht, ob der Begriff des Dichterischen schon allein durch die Verwendung eines poetischen Versmaßes im Gegensatz zu Prosa erfüllt werde, oder auch eine bestimmte Qualität der Wörter und Gedanken erfordere. Zur Verdeutlichung des Problems zitiert Horaz eine Stelle aus Versen des Dichters Ennius und stellt fest, dass bei Umstellung der Wörter und damit Zerstörung von Rhythmus und Versmaß die „disiecti membra poetae“, „des zerrissenen Dichters Glieder“ (das heißt, die Wörter seiner Dichtung), nach wie vor als dichterische zu erkennen seien.
Eine sehr wörtliche Auffassung der „disiecti membra poetae“ begegnet in dem Xenion Goethes auf den Homerphilologen Friedrich August Wolf, dessen Infragestellung der alleinigen Autorschaft Homers an den homerischen Epen der Dichter folgendermaßen kommentiert:
Sieben Städte zankten sich drum, ihn geboren zu haben;

Nun, da der Wolf ihn zerriss, nehme sich jede ihr Stück.

## Disiecta membra in der Archäologie
In der Archäologie wird der Begriff disiecta membra häufig und in unterschiedlichen Forschungskontexten gebraucht. Er findet nicht nur Verwendung in Bezug auf Architektur, sondern etwa auch in Studien zu antiken Inschriften, der Beschreibung von Skulpturen oder anderen Objekten, wie etwa attischen Grabkrateren.

## Forschungsprojektdisiecta membra. Steinarchitektur und Städtewesen im römischen Deutschland
Im Bereich der Klassischen Archäologie und Bauforschung untersucht das auf 24 Jahre angelegte Langzeitprojekt „disiecta membra. Steinarchitektur und Städtewesen im römischen Deutschland“, welches im November 2022 in das Forschungsprogramm der Wissenschaftsakademien aufgenommen wurde, römische Bauten und das frühe urbane Leben in Deutschland.
Im Fokus steht hierbei vor allem die Nachnutzung römischer Bauglieder, welche vielerorts als Ruinen bis in das Hochmittelalter die Landschaft prägten.
Römische Bauglieder sind kontinuierlich nachgenutzt worden oder auch als Steinbruch bzw. als Rohstoff für den Bau etwa neuer Stadtmauern verwendet worden. Römische Bauglieder als „disiecta membra“, als verstreute Teile eines ehemals Ganzen, machen den Großteil der römischen Steinarchitektur in Deutschland aus. Bisher wurde diese nur wenig untersucht und ausgewertet.
Geleitet und durchgeführt wird das an der Akademie der Wissenschaften und der Literatur in Mainz angesiedelte Projekt von Forschern der Universität Mainz (Johannes Lipps), der Römisch-Germanischen Kommission in Frankfurt am Main (Kerstin P. Hofmann) und vom Marburg Center for Digital Culture and Infrastructure der Universität Marburg (Aline Deicke).